# Campeonato Argentino M21 1996
El Campeonato Argentino de Menores de 21 años de 1996 fue un torneo para los seleccionados M21 de las uniones regionales afiliadas a la Unión Argentina de Rugby. Se llevó a cabo entre el 6 de abril y el 5 de mayo de 1996 y la final se disputó en Mar del Plata, Provincia de Buenos Aires.
Este fue el primer torneo disputado posterior a la Reorganización de la Unión Argentina de Rugby, un proceso que resultó en la escisión de los clubes directamente afiliados a la UAR y la subsecuente creación de la Unión de Rugby de Buenos Aires en su lugar. Debido a esto, el equipo de Buenos Aires comenzó a participar como el seleccionado representativo de una unión regional afiliada al ente nacional, al igual que el resto de las uniones del interior. Por otro lado, el rol de la UAR en el torneo pasó a ser principalmente organizativo.
El seleccionado de Buenos Aires se quedó con el campeonato por tercer año consecutivo al vencer 30-9 a la Unión de Rugby de Tucumán en la final. El equipo porteño disputó partidos de preparación contra su par de la Unión de Rugby de Rosario y contra un combinado de La Plata.

## Equipos participantes
Participaron de esta edición doce uniones provinciales.
| Equipo              | Unión                           |
| ------------------- | ------------------------------- |
| Buenos Aires        | Unión de Rugby de Buenos Aires  |
| Córdoba             | Unión Cordobesa de Rugby        |
| Cuyo                | Unión de Rugby de Cuyo          |
| Entre Ríos          | Unión Entrerriana de Rugby      |
| Mar del Plata       | Unión de Rugby de Mar del Plata |
| Nordeste            | Unión de Rugby del Nordeste     |
| Rosario             | Unión de Rugby de Rosario       |
| Salta               | Unión de Rugby de Salta         |
| San Juan            | Unión Sanjuanina de Rugby       |
| Santa Fe            | Unión Santafesina de Rugby      |
| Santiago del Estero | Unión Santiagueña de Rugby      |
| Tucumán             | Unión de Rugby de Tucumán       |

## Primera fase

### Zona A
| Pos. | Equipos       | Partidos | Partidos | Partidos | Tantos | Tantos | Tantos | Pts. |
| Pos. | Equipos       | G        | E        | P        | PF     | PC     | DP     | Pts. |
| ---- | ------------- | -------- | -------- | -------- | ------ | ------ | ------ | ---- |
| 1.°  | Buenos Aires  | 2        | 0        | 0        | 195    | 8      | +187   | 4    |
| 2.°  | Cuyo          | 1        | 0        | 1        | 78     | 83     | -5     | 2    |
| 3.°  | Mar del Plata | 0        | 0        | 2        | 7      | 189    | -182   | 0    |

| 6 de abril | Buenos Aires | 76 - 8  | Cuyo |  |  |
|            |              | Reporte |      |  |  |

| 13 de abril | Cuyo | 70 - 7 | Mar del Plata |  |  |

| 20 de abril | Mar del Plata | 0 - 119 | Buenos Aires |  |  |
|             |               | Reporte |              |  |  |

### Zona B
| Pos. | Equipos  | Partidos | Partidos | Partidos | Tantos | Tantos | Tantos | Pts. |
| Pos. | Equipos  | G        | E        | P        | PF     | PC     | DP     | Pts. |
| ---- | -------- | -------- | -------- | -------- | ------ | ------ | ------ | ---- |
| 1.°  | Córdoba  | 2        | 0        | 0        | 72     | 28     | +44    | 4    |
| 2.°  | Rosario  | 1        | 0        | 1        | 59     | 33     | +26    | 2    |
| 3.°  | Santa Fe | 0        | 0        | 2        | 27     | 97     | -70    | 0    |

| 6 de abril | Córdoba | 21 - 13 | Rosario |  |  |

| 13 de abril | Santa Fe | 15 - 51 | Córdoba |  |  |

| 20 de abril | Rosario | 46 - 12 | Santa Fe |  |  |

### Zona C
| Pos. | Equipos         | Partidos | Partidos | Partidos | Tantos | Tantos | Tantos | Pts. |
| Pos. | Equipos         | G        | E        | P        | PF     | PC     | DP     | Pts. |
| ---- | --------------- | -------- | -------- | -------- | ------ | ------ | ------ | ---- |
| 1.°  | Tucumán         | 2        | 0        | 0        | 121    | 26     | +95    | 4    |
| 2.°  | Sgo. del Estero | 1        | 0        | 1        | 54     | 78     | -24    | 2    |
| 3.°  | Salta           | 0        | 0        | 2        | 22     | 93     | -71    | 0    |

| 6 de abril | Salta | 8 - 57 | Tucumán |  |  |

| 13 de abril | Santiago del Estero | 36 - 14 | Salta |  |  |

| 20 de abril | Tucumán | 64 - 18 | Santiago del Estero |  |  |

### Zona D
| Pos. | Equipos    | Partidos | Partidos | Partidos | Tantos | Tantos | Tantos | Pts. |
| Pos. | Equipos    | G        | E        | P        | PF     | PC     | DP     | Pts. |
| ---- | ---------- | -------- | -------- | -------- | ------ | ------ | ------ | ---- |
| 1.°  | Nordeste   | 2        | 0        | 0        | 80     | 41     | +39    | 4    |
| 2.°  | Entre Ríos | 1        | 0        | 1        | 47     | 68     | -21    | 2    |
| 3.°  | San Juan   | 0        | 0        | 2        | 41     | 59     | -18    | 0    |

| 6 de abril | Entre Ríos | 27 - 20 | San Juan |  |  |

| 13 de abril | Nordeste | 48 - 20 | Entre Ríos |  |  |

| 20 de abril | San Juan | 21 - 32 | Nordeste |  |  |

## Fase final
|  | Semifinales  | Semifinales  | Semifinales |         |              | Final         | Final         | Final         |  |
|  | 3 de mayo    | 3 de mayo    | 3 de mayo   |         |              | 5 de mayo     | 5 de mayo     | 5 de mayo     |  |
|  |              |              |             |         |              |               |               |               |  |
|  |              |              |             |         |              |               |               |               |  |
|  | Buenos Aires | Buenos Aires | 42          |         |              |               |               |               |  |
|  | Buenos Aires | Buenos Aires | 42          |         |              |               |               |               |  |
|  | Córdoba      | Córdoba      | 23          |         |              |               |               |               |  |
|  | Córdoba      | Córdoba      | 23          |         | Buenos Aires | Buenos Aires  | 30            |               |  |
|  |              |              |             |         | Buenos Aires | Buenos Aires  | 30            |               |  |
|  |              |              | Tucumán     | Tucumán | 9            |               |               |               |  |
|  | Tucumán      | Tucumán      | Tucumán     | Tucumán | 9            | 27            |               |               |  |
|  | Tucumán      | Tucumán      |             |         |              | 27            |               |               |  |
|  | Nordeste     | Nordeste     | 10          |         |              | Tercer puesto | Tercer puesto | Tercer puesto |  |
|  | Nordeste     | Nordeste     | 10          |         |              | Tercer puesto | Tercer puesto | Tercer puesto |  |
|  |              |              |             |         |              |               |               |               |  |
|  |              |              |             |         |              | Córdoba       | Córdoba       | 43            |  |
|  |              |              |             |         |              | Córdoba       | Córdoba       | 43            |  |
|  |              |              |             |         |              | Nordeste      | Nordeste      | 20            |  |
|  |              |              |             |         |              | Nordeste      | Nordeste      | 20            |  |
|  |              |              |             |         |              |               |               |               |  |

|                      |
| Buenos Aires Campeón |
| Tercer título        |